# Acrolophus niveipunctata
Acrolophus niveipunctata är en fjärilsart som beskrevs av Walsingham 1891. Acrolophus niveipunctata ingår i släktet Acrolophus och familjen Acrolophidae. Inga underarter finns listade i Catalogue of Life.